# Antoni Mroczkowski

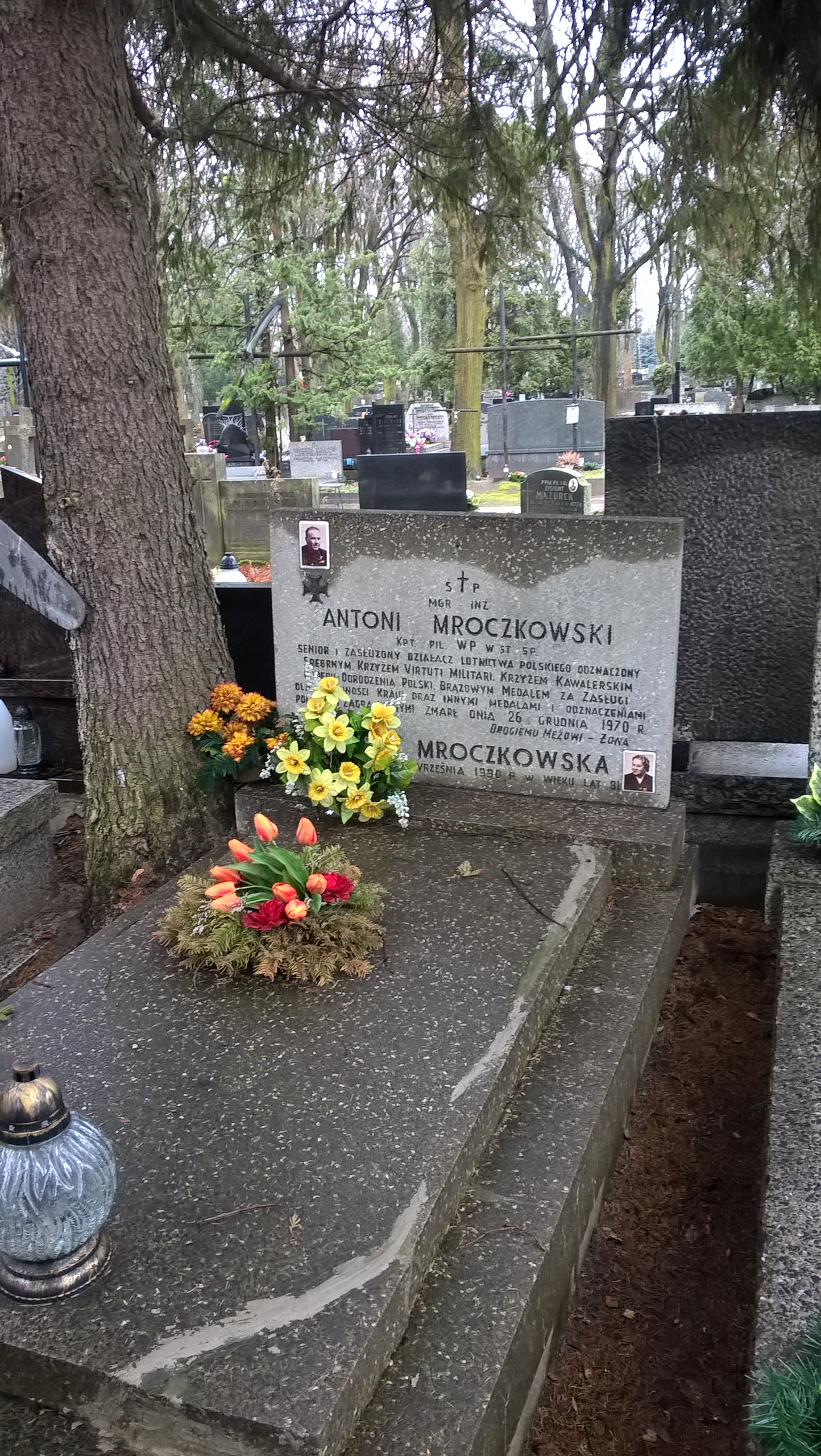
Grób Antoniego Mroczkowskiego na Cmentarzu Wojskowym na Powązkach w Warszawie

Antoni Ernest Mroczkowski (ur. 17 maja?/29 maja 1896 w Odessie, zm. 26 grudnia 1970 w Warszawie) – polski pilot, as myśliwski z okresu I wojny światowej i wojny polsko-bolszewickiej, kawaler Krzyża Srebrnego Orderu Wojskowego Virtuti Militari. Pilot doświadczalny.

## Życiorys
W sierpniu 1914 służył w Armii Imperium Rosyjskiego. 2 lipca 1915 ukończył szkołę pilotów w Sewastopolu. W latach 1915–1917 latał jako pilot w 24. korpuśnym oddziale lotniczym, 7. armijnym korpusie lotniczym, 5. armijnym oddziale lotniczym i  1. myśliwskim oddziale lotniczym. Pierwsze zwycięstwo odniósł koło Tuczyna na Wołyniu, zestrzeliwując niemieckiego Albatrosa z rewolweru typu Nagant. Dwa razy był ranny, raz został zestrzelony przez własną artylerię. W trakcie służby w wojsku studiował na politechnice w Petersburgu i uzyskał tytuł inżyniera mechanika. W 1917 awansował na kapitana.
W sierpniu 1917 w Odessie wstąpił do polskiego oddziału lotniczego, w 1919 służył w eskadrze dywizji gen. Żeligowskiego. Zweryfikowany w WP w stopniu podporucznika. Pracował jako instruktor w Wyższej Szkole Pilotów w Warszawie a następnie w Oficerskiej Szkole Obserwatorów Lotniczych w Warszawie. Później był oblatywaczem w Centralnych Warsztatach Lotniczych. W 1920 służył w 19 eskadrze myśliwskiej w stopniu porucznika. W 1921 został bezterminowo urlopowany z wojska.
W latach 1921–1922 odbył staż w zakładach Farmana oraz studiował w Service de Navigation Aerienne w Paryżu w marcu 1922 i został pilotem francuskich linii lotniczych Compagne Franco-Romaine. W  latach 1925–1931 pracował jako pilot oblatywacz w fabryce samolotów Zakłady Mechaniczne E. Plage i T. Laśkiewicz w Lublinie, skąd został zwolniony za udział w strajku załogi.
W roku 1927 w Lublinie urodził się jego syn, Maciej Mroczkowski, a rok później razem z żoną i synem zamieszkali w Podkowie Leśnej.
Pracował jako inżynier: od 1931 w firmie Auto-Remont w Warszawie, w latach 1932–1935 w Państwowych Zakładach Inżynierii w Ursusie, w latach 1935–1938 w Oddziale Ruchu Drogowego m. st. Warszawy i następnie w fabryce Lilpop, Rau i Loewenstein w Warszawie.
W 1939 przedostał się do Francji, następnie w Wielkiej Brytanii. Latał na brytyjskich samolotach wielosilnikowych. Ze względu na wiek został przeniesiony do służby naziemnej.
W 1946 wrócił do Polski. Pracował w Państwowych Zakładach i Warsztatach Samochodowych, w Departamencie Lotnictwa Cywilnego Ministerstwa Komunikacji, w Instytucie Transportu Lotniczego oraz w Technicznej Obsłudze Samolotów. W latach 1955–1961 był normalizatorem lotnictwa w Polskim Komitecie Normalizacyjnym. W 1962 został zatrudniony w Ośrodku Badań Transportu Samochodowego.
W 1959 został członkiem Klubu Seniorów Lotnictwa Aeroklubu PRL, którego był aktywnym działaczem. Wylatał ponad 8000 godzin na 85 typach samolotów. W czasie służby w lotnictwie wojskowym był 4-krotnie ranny, doznał oparzeń w locie w czasie pracy w lotnictwie komunikacyjnym, miał dwa wypadki jako pilot oblatywacz. Posiadał stopień kapitana. Zmarł w Warszawie 26 grudnia 1970. Pochowany na cmentarzu Wojskowym na Powązkach w Warszawie (kwatera C14-5-13).

## Ordery i odznaczenia
- Krzyż Srebrny Orderu Wojskowego Virtuti Militari nr 3189 – 8 kwietnia 1921[5][6]
- Krzyż Kawalerski Orderu Odrodzenia Polski
- Medal Niepodległości
- Krzyż Żołnierzy Polskich z Ameryki[7]
- Medal Pamiątkowy za Wojnę 1918–1921[7]
- Medal 10-lecia Polski Ludowej (1955)
- Brązowy Medal „Za zasługi dla obronności kraju”
- Polowa Odznaka Pilota nr 115 (12 grudnia 1929)[8]
- Odznaka Zasłużony Działacz Lotnictwa Sportowego
- Order Świętej Anny IV klasy (Imperium Rosyjskie)
- francuska Odznaka Pilota
- angielska Odznaka Pilota
- rosyjska Odznaka Pilota
- Medal pamiątkowy towarzystwa Campagne Franco-Roumaine